# Nikola Nenov
Nikola Nenov (em búlgaro:  Никола Ненов, 28 de agosto de 1907 — data de morte desconhecido) foi um ciclista olímpico búlgaro. Representou sua nação em dois eventos nos Jogos Olímpicos de Verão de 1936.